# 광명 가학동 지석묘
가학동 지석묘(駕鶴洞 支石墓)는 대한민국 경기도 광명시 가학동에 있는 청동기시대의 고인돌이다. 1985년 6월 28일 경기도의 문화재자료 제58호로 지정되었다.

## 개요
지석묘는 청동기시대의 대표적인 무덤으로 고인돌이라고도 부르며, 주로 경제력이 있거나 정치권력을 가진 지배층의 무덤으로 알려져 있다.
한국의 고인돌은 4개의 받침돌을 세워 돌방을 만들고 그 위에 거대하고 평평한 덮개돌을 올려 놓은 탁자식과, 땅속에 돌방을 만들고 작은 받침돌을 세운 뒤 그 위에 덮개돌을 올린 바둑판식으로 구분된다.
가학동 고인돌은 탁자식으로 원래 10기 정도가 있었을 것으로 추정되지만 지금은 1기만 남아 있다. 덮개돌의 길이는 2.9m이며 4개의 받침돌 중 3개는 무너졌다. 주변 지역의 고인돌에서 가락바퀴·돌화살촉·반달돌칼 등과 청동기시대의 집터 1기가 조사되었다.
이곳은 고인돌 위에서 학들이 놀았다고 하여 마을 이름이 가학동이 됐다고 하며, 1960년대 초까지만 해도 마을의 번영과 무병장수를 기원하기 위해 이곳에서 제사를 지냈다고 한다.

## 참고 문헌
- 가학동지석묘 - 국가유산청 국가유산포털